# Cyanocorax heilprini
La chara nuquiazul (Cyanocorax heilprini) es una especie de ave paseriforme de la familia Corvidae endémica del norte de América del Sur. Se encuentra en la región fronteriza entre Brasil, Colombia y Venezuela. Su nombre científico conmemora al naturalista estadounidense Angelo Heilprin.
Su hábitat natural son los bosques húmedos de las tierras bajas tropicales y los matorrales tropicales. Anda en grupos bulliciosos.